# Tatyana Providokhina
Tatyana Providokhina (en russe : Татьяна Провидохина), née le 26 mars 1953 dans l'oblast de Léningrad, est une ancienne athlète, championne d'Europe pour l'Union soviétique.
Aux Jeux olympiques d'été de Moscou, elle a remporté la médaille de bronze sur 800 m derrière ses deux compatriotes Nadiya Olizarenko et Olga Mineyeva.

## Palmarès

### Jeux olympiques
- Jeux olympiques d'été de 1980 à Moscou ( Union soviétique)
  -  Médaille de bronze sur 800 m

### Championnats d'Europe d'athlétisme
- Championnats d'Europe d'athlétisme de 1978 à Prague ( Tchécoslovaquie)
  -  Médaille d'or sur 800 m
  -  Médaille d'argent en relais 4 × 400 m